# Municipio de Blue Hill (Dakota del Norte)
El municipio de Blue Hill (en inglés: Blue Hill Township) es un municipio ubicado en el condado de McLean en el estado estadounidense de Dakota del Norte. En el año 2010 tenía una población de 16 habitantes y una densidad poblacional de 0,17 personas por km².

## Geografía
El municipio de Blue Hill se encuentra ubicado en las coordenadas 47°47′24″N 101°40′11″O / 47.79000, -101.66972. Según la Oficina del Censo de los Estados Unidos, el municipio tiene una superficie total de 93.12 km², de la cual 92,92 km² corresponden a tierra firme y (0,22 %) 0,2 km² es agua.

## Demografía
Según el censo de 2010, había 16 personas residiendo en el municipio de Blue Hill. La densidad de población era de 0,17 hab./km². De los 16 habitantes, el municipio de Blue Hill estaba compuesto por el 100 % blancos. Del total de la población el 0 % eran hispanos o latinos de cualquier raza.